# 罗扎利娅·纳斯列金诺娃

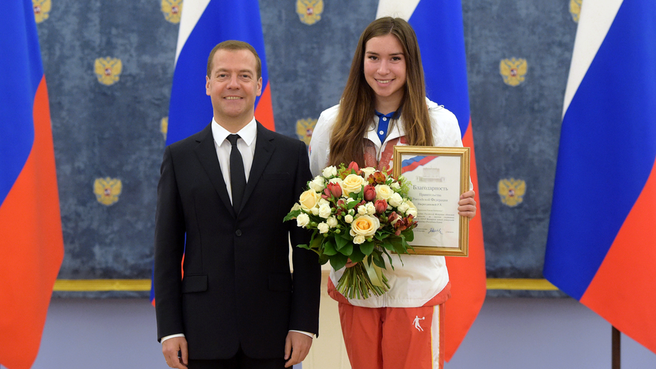
2015年

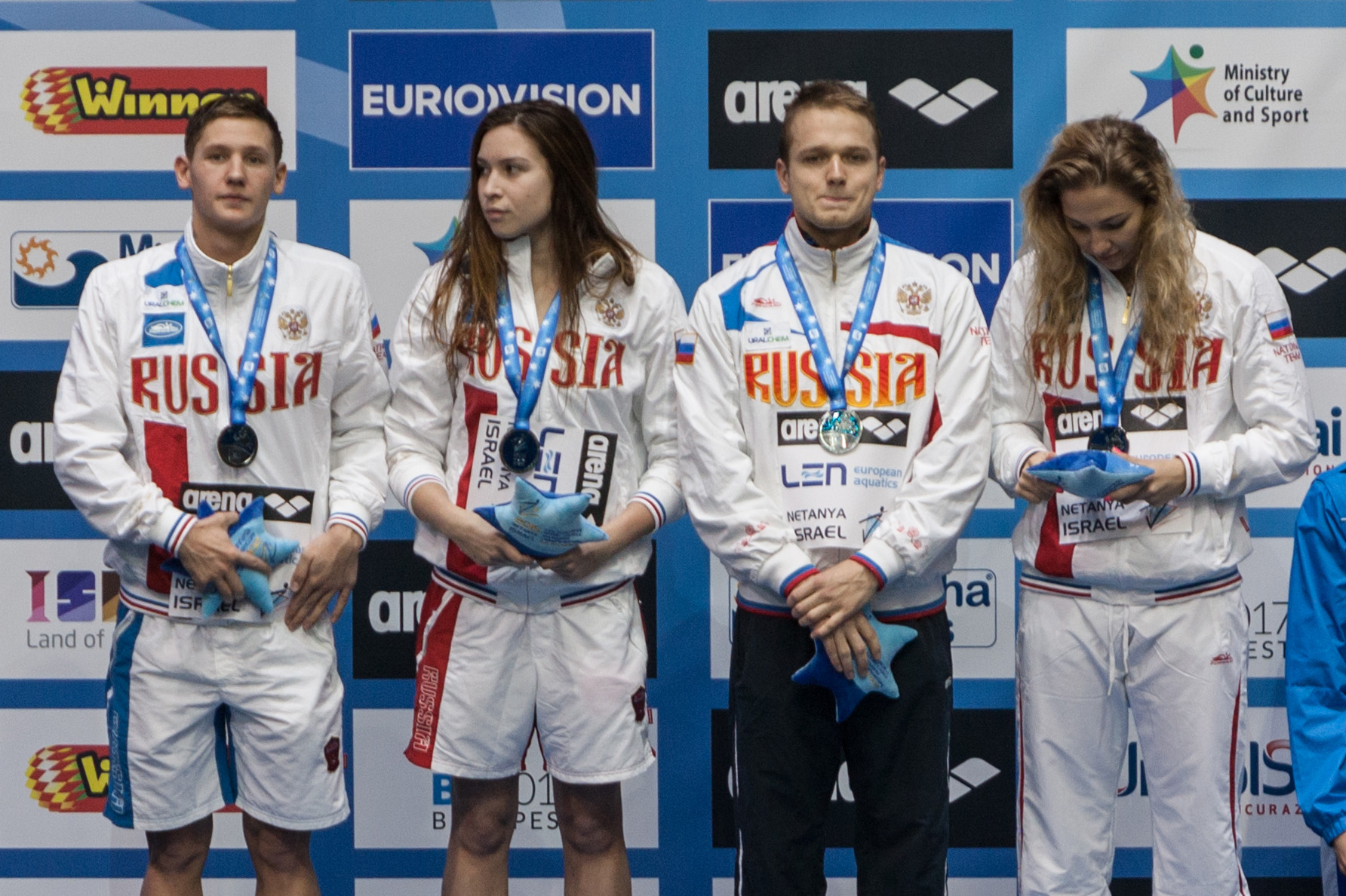
2015年歐洲短池游泳錦標賽

罗扎利娅·海加罗芙娜·纳斯列金诺娃（俄语：Розалия Хайдяровна Насретдинова，1997年2月10日—），生于俄罗斯莫斯科，是一名俄罗斯游泳运动员，主项是短距离自由泳。

## 游泳生涯
2012年，纳斯列金诺娃参加了当年的欧洲青少年游泳锦标赛，并摘得了50米自由泳银牌以及4×100米自由泳接力金牌。同年11月，她又参加了欧洲短池游泳锦标赛，并获得了男女混合4×50米自由泳接力的银牌。
2013年，纳斯列金诺娃第二次参加欧洲青少年游泳锦标赛，她在50米自由泳、50米蝶泳、女子4×100米自由泳接力以及男女混合4×100米自由泳接力上都获得金牌。之后，她又在同年的欧洲短池游泳锦标赛上联同队友获得男女混合4×50米自由泳接力和男女混合4×50米混合泳接力的金牌以及女子4×50米自由泳接力的铜牌，其中男女混合4×50米自由泳接力更是打破世界纪录。然而，由于队友露莉亚·伊菲莫娃的DHEA药检呈阳性，俄罗斯队的男女混合4×50米混合泳接力金牌被剥夺，而他们在该项目创造的世界纪录也被判无效。
2014年8月，纳斯列金诺娃参加了在中国南京举办的第2届夏季青奥会，个人项目方面，她为俄罗斯夺得女子50米自由泳和女子50米蝶泳的金牌，接力项目方面，她联同队友获得女子4×100米自由泳接力银牌，并在女子4×100米混合泳接力和男女混合4×100米自由泳接力上分别获得第7名和第4名。同年年底，她参加了在多哈举办的世界短池游泳锦标赛，并和队友在男女混合4×50米自由泳接力上以1分29秒13的成绩为俄罗斯队获得一枚银牌同时刷新欧洲纪录。
2015年7月，她参加在韩国光州举办的世界大学生运动会，并获得女子50米自由泳金牌和女子4×100米自由泳接力铜牌。同年12月，她在以色列内坦亚举办的欧洲短池游泳锦标赛上为俄罗斯队摘得两个男女混合接力项目的银牌和女子4×50米自由泳接力的铜牌。
2016年8月，纳斯列金诺娃赴巴西里约热内卢参加第31届夏季奥运，她共参加两个项目，分别是女子50米自由泳以及女子4×100米自由泳接力，结果两个项目都止步于预赛，其中50米自由泳获得第22名，而4×100米自由泳接力则获得第10名。同年年底，她参加了加拿大温莎举行的世界短池游泳锦标赛，她和队友在男女混合4×50米自由泳接力上表现出色，以1分29秒73的成绩战胜所有对手，获得该项目金牌，这是她在短池世锦赛上获得的首枚金牌。
2017年，纳斯列金诺娃首次入选长池世锦赛参赛阵容。她在世锦赛期间出战50米自由泳和100米自由泳两个项目，分别获得第20名和第32名。同年年底，她在丹麦哥本哈根举行的欧洲短池游泳锦标赛上摘得男女混合4×50米自由泳接力的银牌。
继前一年首次入选长池世锦赛阵容后，纳斯列金诺娃又在2018年首次入选长池欧锦赛阵容。她在该届欧锦赛期间参加五个项目，其中在男女混合4×100米自由泳接力上以预赛选手的身份获得一枚铜牌。同年12月，她再次出战世界短池游泳锦标赛，在男女混合4×50米自由泳接力和男女混合4×50米混合泳接力项目上各收获一枚铜牌。
2019年7月，纳斯列金诺娃再次出战世界大学生运动会。比赛期间她参加女子50米自由泳和女子4×100米自由泳接力两个项目，分别获得第25名和第4名。